# Аль-Магар
Аль-Магар був розвинутою доісторичною культурою неоліту, епіцентр якого пролягав у сучасному південно-західному Найді в Саудівській Аравії. Аль-Магар, можливо, є однією з перших культур у світі, де відбулося широке одомашнення тварин, особливо коня, протягом неолітичного періоду.

## Діяльність
Мешканці Аль-Магара, які жили в кам'яних будинках, побудованих із сухої кладки, були однією з перших громад у світі, що практикувала сільське господарство та тваринництво до зміни клімату в регіоні, яка призвела до опустелювання. Такі відкриття, як велика статуя сухого коня, свідчать про те, що одомашнення коней відбулося близько 9000 років тому на Аравійському півострові, набагато раніше, ніж в інших частинах світу. Радіовуглецеве датування кількох об'єктів, виявлених в Аль-Магарі, свідчить про вік близько 9000 років.
У листопаді 2017 року в Шуваймі, районі розташованому приблизно в 370 км на південний захід від міста Ша, полювальні сцени з зображеннями, очевидно, одомашнених собак, подібних до ханаанської собаки яка ходить на повідку. З 8000 років до нашої ери, вони вважаються найдавнішими відомими образами собак у світі.